# Idioma ga
El idioma ga o gã es parte de las lenguas kwa que se hablan en Ghana, en la capital Acra y sus alrededores. Tiene una distinción fonémica de 3 longitudes de vocales. 

## Clasificación
El idioma ga es parte de la rama de lenguas kwa, que a su vez pertenece a  la familia Níger-Congo. Está muy relacionado con el idioma adangme, ya que junto a este, conforman la rama de lenguas gã-dangme, subdivisión de las Kwa. 
Ga es el idioma predominante del pueblo ga, un grupo étnico de Ghana. Los apellidos étnicos de Ga incluyen Owoo, que se cree que son los Ga originales de Owoo, Lartey, Nortey, Aryee, Poku, Lamptey, Tetteh, Ankrah, Tetteyfio, Laryea, Ayitey, Okine, Bortey, Quarshie, Quaye, Quaynor, Ashong, Kotei, Clottey, Nai, Sowah, Odoi, Maale, Ako, Adjetey, Annang, Addo, Yemoh, Abbey y Adjei.

## Distribución geográfica
El ga se habla en el sureste de Ghana, en los alrededores de la capital Acra. Tiene relativamente poca variación dialectal. Aunque el inglés es el idioma oficial de Ghana, el ga es uno de los 16 idiomas en los que el Bureau of Ghana Languages (Oficina de Idiomas de Ghana) publica material. 

## Fonología

### Consonantes
Ga tiene 31 fonemas consonantes. 
|            | Labial | Labial | Dental | Dental | Alveolar posterior y palatal | Alveolar posterior y palatal | Alveolar posterior y palatal | Alveolar posterior y palatal | Velar  | Velar  | Velar | Velar  | Labial- velar | Labial- velar | Glotal | Glotal |
| sorda      | sorda  | Labial | Dental | Dental | sonora                       | sonora                       | sorda                        | sorda                        | sonora | sonora | sorda | sonora | Labial- velar | Labial- velar |        |        |
| ---------- | ------ | ------ | ------ | ------ | ---------------------------- | ---------------------------- | ---------------------------- | ---------------------------- | ------ | ------ | ----- | ------ | ------------- | ------------- | ------ | ------ |
| Nasal      | m      | m      | n      | n      | ɲ                            | ɲ                            |                              |                              | ŋ      | ŋ      |       |        | ŋ͡m            | ŋ͡m            |        |        |
| Oclusiva   | p      | b      | t      | re     | tʃ                           | dʒ                           | tʃʷ                          | dʒʷ                          | k      | ɡ      | kʷ    | ɡʷ     | k͡p            | ɡ͡b            |        |        |
| Fricativa  | f      | v      | s      | z      | ʃ                            |                              | ʃʷ                           |                              |        |        |       |        |               |               | h      | hʷ     |
| Aproximada |        |        | l      | l      | j                            | j                            | ɥ                            | ɥ                            |        |        |       |        | w             | w             |        |        |

- [ŋʷ] es un alófono de /w/ que ocurre antes de los nasales y se representa con su propio dígrafo en la escritura.
- /l/ puede realizarse como [r] cuando esté entre una consonante y una vocal.
- /j/ tiene un alófono [ɲ] antes de las vocales nasales.

### Vocales
Ga tiene 7 vocales orales y 5 vocales nasales. Todas estas tienen 3 longitudes de vocal diferentes: corta, larga o extra larga (esta última aparece solo en el futuro simple y las formas negativas pasadas simples). 
|             | Anterior | Anterior | Central | Central | Posterior | Posterior |
| oral        | nasal    | oral     | nasal   | oral    | nasal     |           |
| ----------- | -------- | -------- | ------- | ------- | --------- | --------- |
| Cerrada     | i        | ĩ        |         |         | u         | ũ         |
| Semicerrada | e        |          |         |         | o         |           |
| Semiabierta | ɛ        | ɛ̃        |         |         | ɔ         | ɔ̃         |
| Abierta     |          |          | a       | ã       |           |           |

### Tonos
Ga tiene 2 tonos, alto y bajo. 

### Fonotáctica
La estructura silábica de Ga es (C)(C)V(C), donde el segundo fonema de un grupo de consonantes inicial solo puede ser /l/ y una consonante final solo puede ser una consonante nasal (corta o larga), por ejemplo, ekome, "uno", V-CV-CV; kakadaŋŋ, "largo", CV-CV-CVC; mli, "dentro", CCV. Las sílabas de Ga también pueden consistir únicamente de una silábica nasal, por ejemplo en la primera sílaba de ŋshɔ, "mar". 

## Sistema de escritura
El idioma ga fue escrito por primera vez alrededor del año 1764, por Christian Jacob Protten (1715–1769), quien era hijo de un soldado danés y una mujer ga. Protten fue un misionero de la Hermandad de Moravia y educador de la Costa de Oro británica en el siglo XVIII. A mediados de 1800, el misionero alemán, Johannes Zimmermann (1825-1876), asistido por el historiador de la Costa de Oro, Carl Christian Reindorf (1834-1917) y otros, trabajó extensamente en la gramática del idioma, publicó un diccionario y tradujo toda la Biblia al idioma ga. La ortografía ha sido revisada varias veces desde 1968, con la revisión más reciente siendo en 1990. 
Su sistema de escritura es un alfabeto basado en el latino y tiene 26 letras. Tiene tres símbolos de letras adicionales que corresponden a los símbolos de IPA. También hay once dígrafos y dos trigrafos. La longitud de la vocal se representa doblando o triplicando el símbolo de la vocal, por ejemplo, 'a', 'aa' y 'aaa'. Los tonos no están representados. La nasalización se representa después de las consonantes orales donde se distingue entre pares mínimos. 
El alfabeto Ga es el siguiente: 
Aa, Bb, Dd, Ee, Ɛɛ, Ff, Gg, Hh, Ii, Jj, Kk, Ll, Mm, Nn, Ŋŋ, Oo, Ɔɔ, Pp, Rr, Ss, Tt, Uu, Vv, Ww, Yy, Zz 
Las siguientes letras representan sonidos que no se corresponden con la misma letra que el símbolo IPA (p. Ej. B representa /b/ ): 
- J j - /d͡ʒ/
- Y y - /j/

Dígrafos y trigrafos: 
- Gb gb - /ɡb/
- Gw gw - /ɡʷ/
- Hw hw - /hʷ/
- Jw jw - /d͡ʒʷ/
- Kp kp - /kp/
- Kw kw - /kʷ/
- Ny ny - /ɲ/
- Ŋm ŋm - /ŋm/
- Ŋw ŋw - [ŋʷ] (es más un alófono que un fonema)
- Sh sh - /ʃ/
- Ts ts - /t͡ʃ/
- Shw shw - /ʃʷ/
- Tsw tsw - /t͡ʃʷ/